# الصلل (الجوف)
الصلل هي إحدى قرى الجمهورية اليمنية. وهي تتبع جغرافيًا لمحافظة الجوف. وإداريًا لمديرية الحميدات. يبلغ تعداد سكانها 5709 نسمة حسب الإحصاء الذي جرى عام 2004.